# 2006 ワールド・ベースボール・クラシック カナダ代表
2006 ワールド・ベースボール・クラシック カナダ代表（2006 - カナダだいひょう）は、2006年に開催された第1回ワールド・ベースボール・クラシックに出場した、野球のカナダ代表チームである。

## 経緯
MLBトロント・ブルージェイズでベンチコーチを務めるアーニー・ウィットが、2004年のアテネ五輪に続いて今大会でも指揮を執った。
マイナーリーガーやメジャーの若手選手を中心に構成されており、「やや迫力不足」と評価する声もあったが、アメリカ合衆国に勝利するなど健闘した。しかし最終戦で9失点してしまったため、失点率が悪化し、第1ラウンドで敗退した。

## 最終成績
第1ラウンド敗退（大会通算成績：2勝1敗）

### 第1ラウンド
POOL Bで2勝1敗。アメリカ合衆国、メキシコと並んだが、失点率でカナダが敗退。
- 3月7日：南アフリカ戦（スコッツデール・スタジアム / 3時間38分 / 5,829人）

|                   | 1 | 2 | 3 | 4 | 5 | 6 | 7 | 8 | 9 | 計 | H  | E |
| カナダ（1勝）     | 0 | 0 | 0 | 0 | 3 | 0 | 4 | 0 | 4 | 11 | 12 | 2 |
| 南アフリカ（1敗） | 0 | 0 | 0 | 0 | 4 | 0 | 1 | 3 | 0 | 8  | 9  | 3 |
勝：クリス・リーツマ（1勝）　S：ジェシー・クレイン（1S）　敗：ジャレッド・エラリオ（1敗）
本塁打：[カナダ]　コーリー・コスキー1号（2ラン、タイロン・レモント）
5回表に3点を先制したカナダだったが、すぐその裏に4点を奪われ逆転を許す。8回終了時で7－8とリードされていたが、9回表に相手のミスにつけこみ4点を奪い再逆転した。カナダがシーソーゲームをものにしてWBC白星スタート。
- 3月8日：アメリカ合衆国戦（チェイス・フィールド / 3時間2分 / 16,993人）

|                          | 1 | 2 | 3 | 4 | 5 | 6 | 7 | 8 | 9 | 計 | H  | E |
| カナダ（2勝）            | 1 | 1 | 3 | 2 | 1 | 0 | 0 | 0 | 0 | 8  | 13 | 1 |
| アメリカ合衆国（1勝1敗） | 0 | 0 | 0 | 0 | 6 | 0 | 0 | 0 | 0 | 6  | 9  | 0 |
勝：アダム・ローウェン（1勝）　S：スティーブ・グリーン（1S）　敗：ドントレル・ウィリス（1敗）
本塁打：[カナダ]　アダム・スターン1号（ソロ、ゲーリー・マジュースキー）　[アメリカ合衆国]　ジェイソン・バリテック1号（満塁、エリック・カー）
初回に1点を先制したカナダは、その後も着実に得点を重ねる。5回裏に一挙6点を奪われ、2点差まで追い上げられたが、リリーフ陣がリードを守りきった。カナダは連勝で2次リーグ進出に王手をかけた。
- 3月9日：メキシコ戦（チェイス・フィールド / 3時間 / 15,744人）

|                    | 1 | 2 | 3 | 4 | 5 | 6 | 7 | 8 | 9 | 計 | H  | E |
| メキシコ（2勝1敗） | 4 | 2 | 0 | 2 | 0 | 1 | 0 | 0 | 0 | 9  | 14 | 0 |
| カナダ（2勝1敗）   | 0 | 0 | 0 | 0 | 0 | 1 | 0 | 0 | 0 | 1  | 4  | 2 |
勝：エステバン・ロアイザ（1勝）　敗：ジェフ・フランシス（1敗）
本塁打：[メキシコ]　ホルヘ・カントゥ2号（2ラン、ジェフ・フランシス）　マリオ・バレンズエラ1号（ソロ、マイク・マイヤーズ）
カナダ投手陣がメキシコ打線に打ち込まれ、計9失点。カナダは大敗を喫した。翌10日にアメリカ合衆国が南アフリカに勝ったため、失点率の差でカナダの1次リーグ敗退が決定した。

## 出場メンバー
|        | 背番号                      | 氏名                                       | 所属球団                                       | 投 | 打 | 備考       |
| ------ | --------------------------- | ------------------------------------------ | ---------------------------------------------- | -- | -- | ---------- |
| 監督   |                             | アーニー・ウィット Ernie Whitt             |                                                |    |    |            |
| コーチ |                             | ラリー・ウォーカー Larry Walker            |                                                |    |    |            |
| コーチ |                             | デニス・ブーシェ Denis Boucher             |                                                |    |    | 投手コーチ |
| コーチ | ティム・リーパー Tim Leiper |                                            |                                                |    |    |            |
| コーチ | ロブ・デューシー Rob Ducey  |                                            |                                                |    |    |            |
| コーチ |                             | トミー・クレイグ Tommy Craig               |                                                |    |    | トレーナー |
| 投手   | 15                          | マイク・マイヤーズ Mike Meyers             | ハンツビル・スターズ                           | 右 | 右 |            |
| 投手   | 20                          | アダム・ローウェン Adam Loewen             | ボウイ・ベイソックス                           | 左 | 左 |            |
| 投手   | 22                          | エリック・カー Éric Cyr                    | 統一ライオンズ                                 | 左 | 右 |            |
| 投手   | 24                          | スティーブ・グリーン Steve Green           | トレド・マッドヘンズ                           | 右 | 右 |            |
| 投手   | 26                          | ジェフ・フランシス Jeff Francis            | コロラド・ロッキーズ                           | 左 | 左 |            |
| 投手   | 28                          | ジェシー・クレイン Jesse Crain             | ミネソタ・ツインズ                             | 右 | 右 |            |
| 投手   | 31                          | アーロン・マイエット Aaron Myette          | スクラントン・ウィルクスバリ・レッドバロンズ** | 右 | 右 |            |
| 投手   | 32                          | ビンス・パーキンス Vince Perkins           | ニューハンプシャー・フィッシャーキャッツ**     | 右 | 左 |            |
| 投手   | 34                          | クリス・リーツマ Chris Reitsma             | アトランタ・ブレーブス                         | 右 | 右 |            |
| 投手   | 35                          | クリス・ベッグ Chris Begg                  | コネチカット・ディフェンダーズ*                | 右 | 左 |            |
| 投手   | 36                          | スコット・マシソン Scott Mathieson         | レディング・フィリーズ                         | 右 | 右 |            |
| 投手   | 37                          | レアール・コーミエ Rhéal Cormier           | フィラデルフィア・フィリーズ                   | 左 | 左 |            |
| 投手   | 48                          | ポール・クアントリル Paul Quantrill        | フロリダ・マーリンズ                           | 右 | 左 |            |
| 投手   | 49                          | エリック・ベダード Érik Bédard             | ボルチモア・オリオールズ                       | 左 | 左 |            |
| 捕手   | 8                           | クリス・ロビンソン Chris Robinson          | デイトナ・カブス                               | 右 | 右 |            |
| 捕手   | 17                          | マックス・サンピエール Max St. Pierre      | トレド・マッドヘンズ                           | 右 | 右 |            |
| 捕手   | 55                          | ピート・ラフォレスト Pete Laforest         | サンディエゴ・パドレス                         | 右 | 左 |            |
| 内野手 | 3                           | マット・ロジェルスタッド Matt Rogelstad    | インランド・エンパイア・シックスティシクサーズ | 右 | 左 |            |
| 内野手 | 4                           | ピート・オーア Pete Orr                    | アトランタ・ブレーブス                         | 右 | 左 |            |
| 内野手 | 11                          | スタッビー・クラップ Stubby Clapp          | エドモントン・クラッカーキャッツ               | 右 | 右 |            |
| 内野手 | 16                          | ケビン・ニコルソン Kevin Nicholson         | サマセット・ペイトリオッツ                     | 右 | 右 |            |
| 内野手 | 27                          | ジャスティン・モルノー Justin Morneau      | ミネソタ・ツインズ                             | 右 | 左 |            |
| 内野手 | 47                          | コーリー・コスキー Corey Koskie            | ミルウォーキー・ブルワーズ                     | 右 | 左 |            |
| 内野手 | 50                          | スコット・ソーマン Scott Thorman           | リッチモンド・ブレーブス                       | 右 | 左 |            |
| 外野手 | 7                           | アダム・スターン Adam Stern                | ボストン・レッドソックス                       | 右 | 左 |            |
| 外野手 | 12                          | マット・ステアーズ Matt Stairs             | カンザスシティ・ロイヤルズ                     | 右 | 左 |            |
| 外野手 | 18                          | セバスチャン・ボウチャー Sebastien Boucher | サンアントニオ・ミッションズ                   | 右 | 左 |            |
| 外野手 | 19                          | ライアン・ラドマノビッチ Ryan Radmanovich  | サマセット・ペイトリオッツ                     | 右 | 左 |            |
| 外野手 | 38                          | ジェイソン・ベイ Jason Bay                 | ピッツバーグ・パイレーツ                       | 右 | 右 |            |
| 外野手 | 45                          | アーロン・ガイエル Aaron Guiel             | カンザスシティ・ロイヤルズ                     | 右 | 左 |            |

- 球団の*は、英語版ウィキペディア、** 所属なしまたは不明。